# محمودآباد (قره‌باغ)
محمودآباد، قره‌باغ روستایی در دهستان قره‌باغ، بخش مرکزی شهرستان شیراز در استان فارس است.
جمعیت این روستا در سال ۱۳۸۵، ۹۵۵ نفر بوده است.